# Quedius spencei
Quedius spencei es una especie de escarabajo del género Quedius, familia Staphylinidae. Fue descrita científicamente por Jacobs & Bergeron en 2017.
Habita en Canadá.